# Jørstad Station
Jørstad Station (Jørstad stasjon) er en jernbanestation på Nordlandsbanen, der ligger i bygden Jørstad i Snåsa kommune i Norge. Stationen har et enkelt spor, der ligger på ydersiden af en tidligere øperron, forstået på den måde at sporet mellem indersiden af perronen og den tidligere stationsbygning er fjernet. En lille bro over det fjernede spor forbinder perronen med adgangsvejen og et læskur.
Stationen åbnede som holdeplads 30. oktober 1926, da banen blev forlænget fra Sunnan til Snåsa. Den blev opgraderet til station 15. maj 1930 og nedgraderet til trinbræt 1. juni 1984.
Stationsbygningen blev opført i 1923 efter tegninger af Eivind Gleditsch fra NSB Arkitektkontor. Den toetages bygning er opført i træ med laftekonstruktion og rummede oprindeligt ventesal, ekspedition og restaurant i stueetagen og tjenestebolig på første sal. Desuden er der en tilbygning, der oprindeligt fungerede som pakhus. Bygningen blev solgt fra i 2001. Der blev opført et nyt læskur i træ i 2010.